# Vandoncourt
Vandoncourt ist eine französische Gemeinde mit 808 Einwohnern (Stand: 1. Januar 2022) im Département Doubs in der Region Bourgogne-Franche-Comté.

## Geographie
Vandoncourt liegt auf 418 m Meereshöhe, etwa neun Kilometer ostsüdöstlich der Stadt Montbéliard (Luftlinie). Das Dorf erstreckt sich südöstlich des Beckens von Montbéliard, in einer breiten Mulde, die sich nach Westen zum Tal des Gland öffnet, in den nördlichen Ausläufern des Juras am Fuß des Hochplateaus von Abbévillers.
Die Fläche des 8,57 km² großen Gemeindegebiets umfasst einen Abschnitt des nördlichen französischen Juras. Der zentrale Teil des Gebietes wird von der breiten Talmulde von Vandoncourt eingenommen, die sich allmählich nach Westen zum Tal des Gland (Zufluss des Doubs) absenkt. Durch eine Anhöhe ist sie von der nördlich gelegenen Mulde von Dasle getrennt. Die Talsenke ist überwiegend mit Acker- und Wiesland bestanden. Nach Südosten steigt das Gelände relativ sanft aber kontinuierlich zum Hochplateau von Abbévillers an, das zum Tafeljura gehört. Mit 611 m wird auf der Höhe von Les Hautes Bornes die höchste Erhebung von Vandoncourt erreicht. Der Waldhang der Forêt Hollard wird durch mehrere Taleinschnitte untergliedert, darunter die Combe Peugeot.
Nachbargemeinden von Vandoncourt sind Dasle im Norden, Montbouton und Croix im Osten, Abbévillers und Hérimoncourt im Süden sowie Seloncourt im Westen.

## Geschichte
Die erste urkundliche Erwähnung von Vandoncourt erfolgte im Jahr 1188. Seit dem Mittelalter gehörte das Dorf zur Herrschaft Blamont, die unter der Oberhoheit der Grafen von Montbéliard stand. Die kirchliche Hoheit hatte das Kloster Belchamp inne. Im Jahr 1282 ging die Herrschaft Blamont von Montbéliard in den Besitz der Herren von Neuchâtel über. Nachdem Vandoncourt 1506 wieder unter die Oberhoheit der Grafen von Montbéliard gekommen war, wurde 1541 die Reformation eingeführt. Als Teil der Herrschaft Blamont, die eine der vier Herrschaften des Grafschaft Württemberg-Mömpelgard bildete und 1699 von Frankreich annektiert wurde, gelangte Vandoncourt 1748 vertraglich endgültig an Frankreich. In dem betreffenden Vertrag hatte Frankreich dem bisherigen Landesherrn, dem Herzog von Württemberg, u. a. die Wahrung des Status quo der lutherischen Kirche zugesichert.

## Sehenswürdigkeiten
Die lutherische Trinitatiskirche (Temple de la très Sainte Trinité oder Église luthérienne) wurde 1769 mit Unterstützung Herzog Carl Eugens neu erbaut. Heute nutzen neben den Hausherren, den Lutheranern, die Katholiken die Kirche mit. Zu den Natursehenswürdigkeiten der Region zählt die Pont Sarrazin genannte Naturbrücke (aus Kalkstein) in einem Taleinschnitt in der Forêt Hollard.

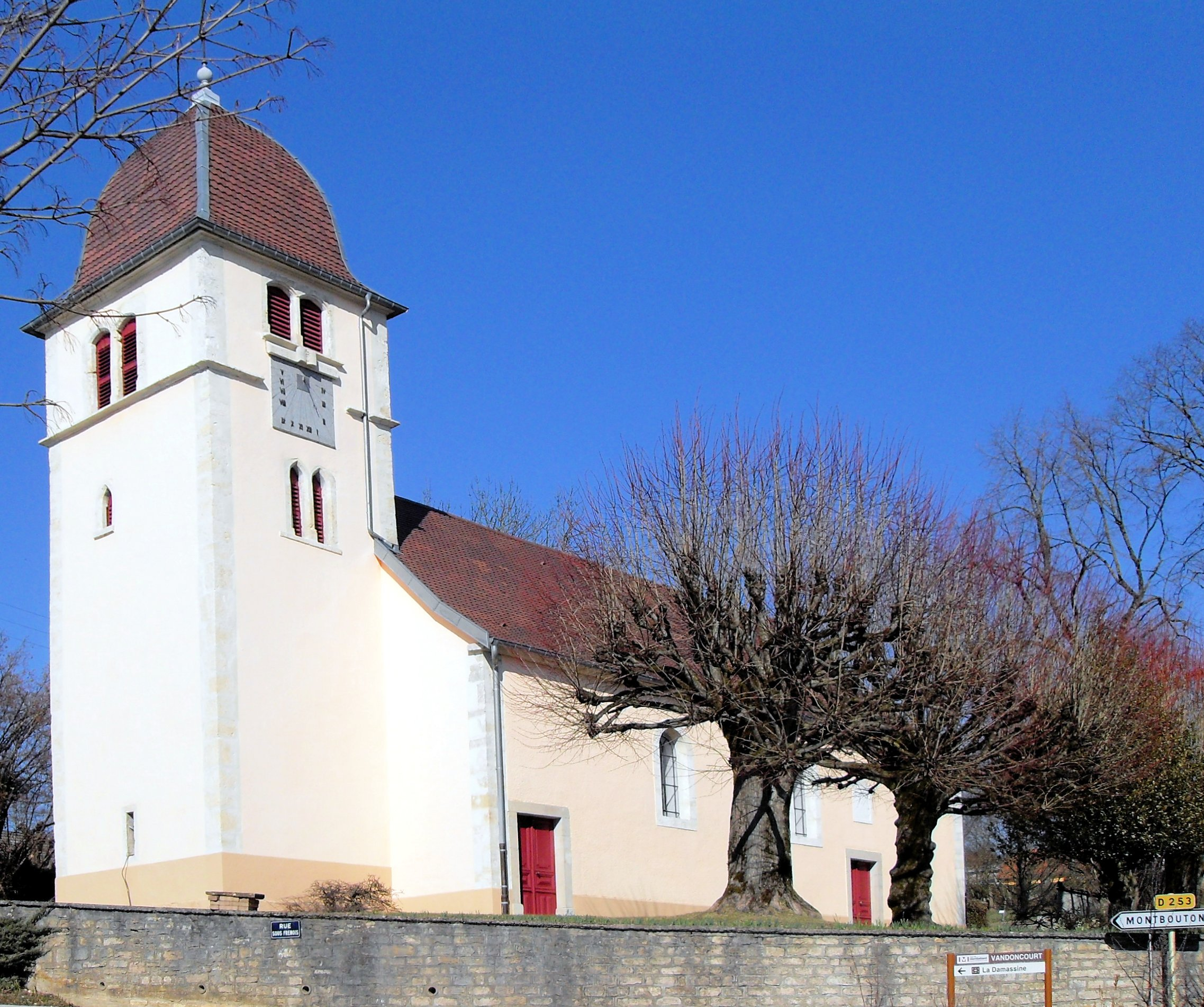
Trinitatiskirche

## Bevölkerung
| Jahr                       | 1962 | 1968 | 1975 | 1982 | 1990 | 1999 | 2007 | 2016 |
| Einwohner                  | 539  | 557  | 605  | 594  | 605  | 626  | 817  | 837  |
| Quellen: Cassini und INSEE |      |      |      |      |      |      |      |      |

Mit 808 Einwohnern (Stand 1. Januar 2022) gehört Vandoncourt zu den kleinen Gemeinden des Départements Doubs. Nachdem die Einwohnerzahl zu Beginn des 20. Jahrhunderts abgenommen hatte (1901 wurden noch 723 Personen gezählt), erfolgte längere Zeit eine Periode der Stagnation, bevor ab etwa 1960 wieder ein leichtes Bevölkerungswachstum einsetzte.

## Wirtschaft und Infrastruktur
Vandoncourt war bis weit ins 20. Jahrhundert hinein ein vorwiegend durch die Landwirtschaft (Ackerbau, Obstbau und Viehzucht) und die Forstwirtschaft geprägtes Dorf. Daneben gibt es heute einige Betriebe des lokalen Kleingewerbes. Mittlerweile hat sich das Dorf auch zu einer Wohngemeinde gewandelt. Viele Erwerbstätige sind deshalb Wegpendler, die in der Agglomeration Montbéliard ihrer Arbeit nachgehen.
Die Ortschaft liegt abseits der größeren Durchgangsstraßen an einer Departementsstraße, die von Seloncourt nach Beaucourt führt. Der nächste Anschluss an die Autobahn A36 befindet sich in einer Entfernung von ungefähr neun Kilometern. Weitere Straßenverbindungen bestehen mit Hérimoncourt und Dasle.